# Санта-Марія-ін-Каланка
Санта-Марія-ін-Каланка (італ. Santa Maria in Calanca) — громада  в Швейцарії в кантоні Граубюнден, регіон Моеза.

## Географія
Громада розташована на відстані близько 155 км на південний схід від Берна, 75 км на південний захід від Кура.
Санта-Марія-ін-Каланка має площу 9,3 км², з яких на 1,5% дозволяється будівництво (житлове та будівництво доріг), 4% використовуються в сільськогосподарських цілях, 74,6% зайнято лісами, 20% не є продуктивними (річки, льодовики або гори).

## Демографія
2019 року в громаді мешкало 109 осіб (+1,9% порівняно з 2010 роком), іноземців було 12,8%. Густота населення становила 12 осіб/км².
За віковим діапазоном населення розподілялося таким чином: 8,3% — особи молодші 20 років, 61,5% — особи у віці 20—64 років, 30,3% — особи у віці 65 років та старші. Було 62 помешкань (у середньому 1,7 особи в помешканні).